# 放生津城
放生津城（ほうじょうづじょう）は、越中国婦負郡放生津潟（現在の富山県射水市中新湊）の海岸部（現在の富山新港の西側）にあった日本の城（平城）。射水市指定史跡。とやま城郭カードNo.26。

## 沿革・歴史
鎌倉時代末期に越中国守護名越氏が置いた越中国守護所を起点とする。元弘3年（1333年）、建武の新政を迎える際の争乱（元弘の乱）では、守護であった北条時有（名越時有）最後の拠点となり、反幕府側の武士に囲まれて落城する際の光景は『太平記』に記述されるものとなった。
室町時代になると、守護畠山氏に代わり射水郡・婦負郡守護代神保氏が入城した。明応2年（1493年）、明応の政変で自害した畠山政長の重臣であった神保長誠は、政変で幽閉された将軍足利義材を迎え、上洛のための諸準備を進めた。
永正17年（1520年）に越後国守護代長尾為景の攻撃で落城。その後神保氏により再建され、後に越中国を支配した前田氏の頃には城代も置かれたが、江戸時代初期に廃城となった。城跡は畑とされ、江戸後期に加賀藩前田家の米倉が設けられた。
現在、遺構は射水市立放生津小学校グラウンド地下2メートルの位置にあり、地表から見えない。グラウンド周囲に有る土盛りは砂止めであり、土塁遺構ではない。1988年（昭和63年）とその翌年、1991年（平成3年）に試掘調査が行われ、出土品の一部が射水市新湊博物館で常設展示されている。2003年（平成15年）7月24日に市指定史跡に指定。